# Silentbloc
Der Silentbloc – auch Silentblock (Plural Silentblocs oder Silentblöcke) – ist ein so von der Hersteller-Firma Boge GmbH genanntes Verbindungselement mit einer Zwischenschicht aus Gummi. Damit wird die Übertragung von Schall und Vibrationen zwischen den damit verbundenen Teilen gedämpft.
Anwendungsbeispiele sind die Motorlagerung, die Befestigung von Stabilisatoren im Automobilbau oder die gedämpfte Abkopplung von Maschinen vom Gebäudeboden.
Das Gummielement ist nach einem Patent der Boge GmbH (Herstellung seit 1934) an die äußeren Metallteile anvulkanisiert. Seit dem Auslaufen des Patents gibt es auch andere Hersteller und andere Bezeichnungen: Puffer, Rundpuffer, Gummipuffer (Gummipuffer – PU-Puffer) oder Antivibrationselement.
Im Unterschied zu einer Silentbuchse (auch Gummilager genannt) beinhaltet der Silentbloc kein Drehlager.